# Park Miejski w Lwówku Śląskim
Park Miejski w Lwówku Śląskim (również Park Jordanowski, Park Jordan, pot. Park Jordana; niem. Jordananlagen, Jordanteich) – park miejski w Lwówku Śląskim, położony w zachodniej części miasta, między ulicami: Partyzantów, Oświęcimską, gen. Władysława Sikorskiego i al. Wojska Polskiego. Park Jordanowski zajmuje powierzchnię 2,90 ha i jest to największy spośród wszystkich parków miejskich w Lwówku Śląskim. Założony w XIX wieku, wielokrotnie powiększany i przekształcany. Utrzymany w stylu ogrodu angielskiego (swobodnego). W 2019 roku ukończono rewitalizację parku miejskiego w Lwówku Śląskim i przywrócenie funkcji zbiornika małej retencji stawom miejskim w parku.

## Historia
Dawniej w miejscu parku miejskiego znajdowały się ogrody, stawy hodowlane i łąki, nieużytki oraz niewielki strumień i kanał łączący dwa stawy. Staw stanowi główną atrakcję parku, był zwany „Staw Jordan” (niem. „Jordanteich”) do którego zasilała od wschodu strumieniem woda biegnąca z kierunku dawnej fosy przy murach obronnych. Na przełomie XIX i XX wieku w pobliżu stawów powstał Park Jordanowski z dwoma stawami, między którymi przerzucono mostek. Założenie parkowe w stylu ogrodu angielskiego (swobodnego), zachowane w swoich pierwotnych granicach. Park na planie zbliżonym do prostokąta, otoczony z dwóch stron zabudową mieszkalną, willową powstałą w XX wieku. Drzewostan tworzy osie widokowe na zabytkowe budowle w centrum miasta (m.in.: wieże Kościoła WNMP i wieża ratusza). Staw dwuczęściowy z przewężeniem, dawniej z dwoma. Na obu częściach stawu znajdują się niewielkie wyspy – wschodnia w kształcie koła, zachodnia o nieregularnym kształcie. Dwa betonowe mostki z metalowymi poręczami zostały w 2019 i 2020 wymienione na drewniane. Przerzucono je nad ujściem strumienia i na przewężeniu stawu. Żwirowe drogi parkowe wychodzą z naroży parku i okrążają stawy, łącząc się przy mostkach. W części wschodniej parku zlokalizowany jest plac zabaw dla dzieci, a w pobliżu stawu zabytkowy murowany pawilon parkowy powstały na pocz. XX wieku. Drzewostan parku tworzą okazałe drzewa gatunków rodzimych i introdukowanych. Przeprowadzone ogłowienia wysokich drzew doprowadziło do zniszczenia ich naturalnego pokroju koron, niszcząc naturalistyczną kompozycję parku swobodnego. Pozostała zieleń to krzewy, trawniki, roślinność wodna. W parku można napotkać łabędzie, kaczki czy też mewy.

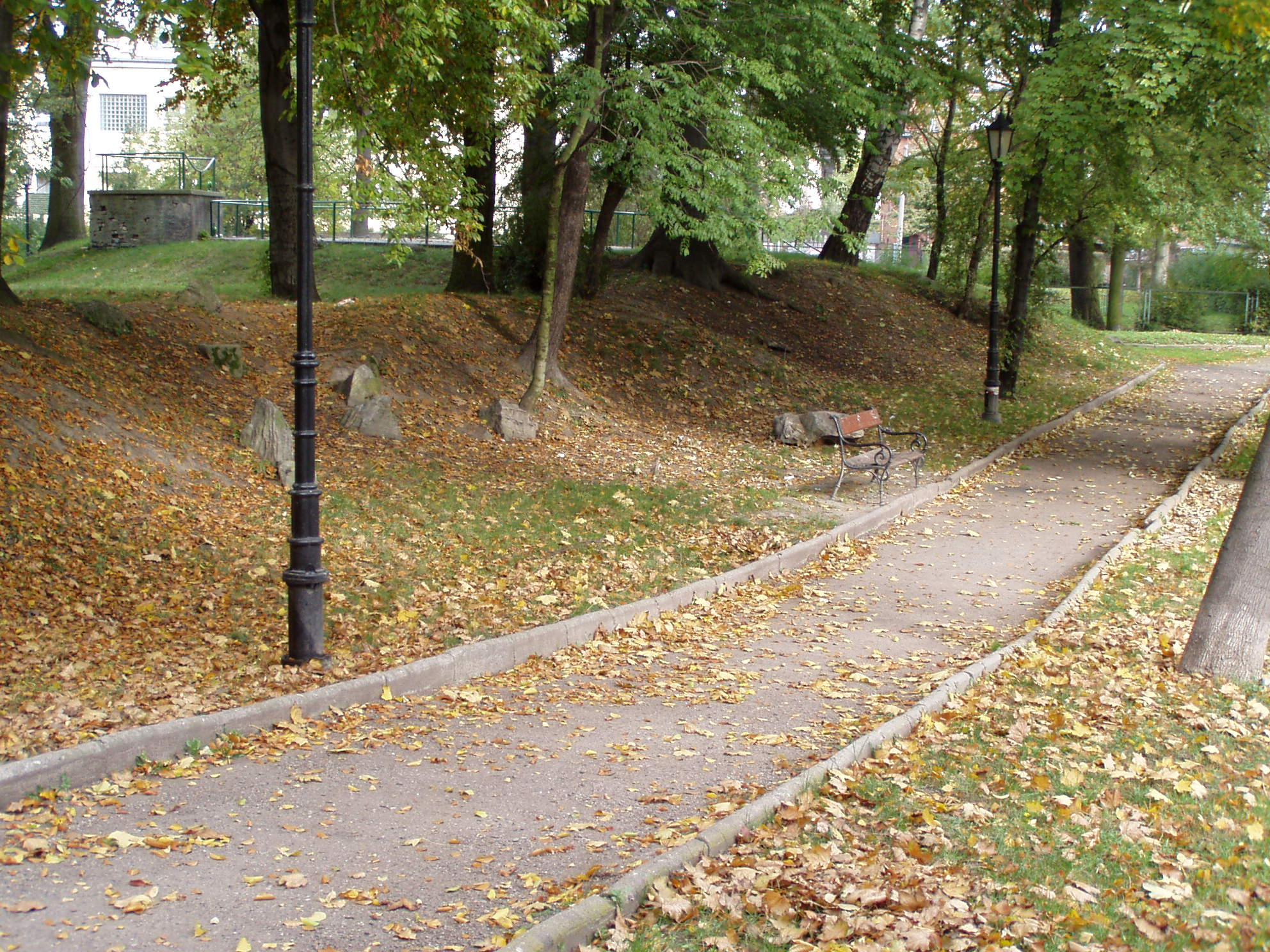
Lapidarium mineralogiczne i „Patelnia” – najwyższe wzniesienie w parku

Na niewielkim wzniesieniu parkowym w przeszłości odbywały się koncerty, a w teraźniejszości próbuje się kontynuować tę tradycję – w planach jest rewitalizacja małej sceny na tzw. Patelni.
Do południowej strony parku przylegał stary cmentarz żydowski (obecnie domy przy ul. Oświęcimskiej). Natomiast od wschodniej części parku (obecnie okrągła rabata kwiatowa), tuż za nieistniejącym dziś zakładem gazowniczym (obecnie w tym miejscu jest Polomarket), 6 czerwca 1926 r. dokonano uroczystego odsłonięcia obelisku poświęconego mieszkańcom powiatu lwóweckiego, którzy służyli w 155. i 395. Pułkach piechoty w okresie I wojny światowej. Dziś jego cokół stanowi element polskiego Pomnika Niepodległości na skwerze Piłsudskiego. Po II wojnie światowej, w parku (głównie w stawach), w dalszym ciągu odnajdywane są różnego rodzaju łuski, pociski i niewybuchy.